# Slowaaks braille
Slowaaks braille is het alfabet voor het braille in het Slowaaks.
Het volgt het unified international braille dat de conventie is voor de meeste braillealfabetten in de wereld. Hierdoor stemmen de toewijzingen van de karakters overeen met andere braillesystemen, zoals Frans braille, Grieks braille, Arabisch braille en meer.

## Overzicht
| a  | á  | ä  | b      | c      | č | d         | ď         | dz          | dz          |
| dž | dž | e  | é      | f      | g | h         | ch        | ch          | i           |
| í  | j  | k  | l      | ľ      | ĺ | m         | n         | ň           | o           |
| ó  | ô  | p  | r      | ŕ      | s | š         | t         | ť           | u           |
| ú  | v  | x  | y      | z      | ž | ,         | ;         | :           | .           |
| ?  | !  | () | "-open | "-open | - | "-sluiten | "-sluiten | Hoofdletter | Hoofdletter |